# Dinas
Dinas (Bayan ng Dinas) är en kommun i Filippinerna. Kommunen ligger på ön Mindanao, och tillhör provinsen Zamboanga del Sur. Folkmängden uppgår till 31 570 invånare.

## Barangayer
Dinas är indelat i 30 barangayer.
| - Bacawan - Benuatan - Beray - Don Jose - Dongos - East Migpulao - Guinicolalay - Ignacio Garrata (New Mirapao) - Kinacap - Legarda 1 - Legarda 2 - Legarda 3 - Lower Dimaya - Lucoban - Ludiong | - Nangka - Nian - Old Mirapao - Pisa-an - Poblacion - Proper Dimaya - Sagacad - Sambulawan - San Isidro - Songayan - Sumpotan - Tarakan - Upper Dimaya - Upper Sibul - West Migpulao |